# Metoda omejenega koraka
Metoda omejenega koraka (tudi metoda območja zaupanja) je postopek reševanja optimizacijskih problemov, pri katerem v zaporednih iteracijah rešujemo približek prvotnega optimizacijskega problema, ki mu dodamo Omejitev koraka.
Pri omejitvi koraka zahtevamo, da je razdalja med trenutnim in naslednjim prebližkom pod predpisano mejo, ki se med postopkom sproti prilagaja. S tem zagotovimo, da poteka reševanje približnega problema na območju, kjer je ta dovolj dober približek prvotnega problema (območje zaupanja).
Metoda omejenega koraka je eden od dveh prototipnih algoritmov, ki se pretežno uporabljata pri reševanju problemov  nelinearnega programiranja. Drug pristop je minimizacija v dani smeri, ki jo pri optimizacijskih problemih z omejitvami v glavnem kombiniramo z  metodo množice aktivnih omejitev.